# Blackfriars Theatre
Blackfriars Theatre was de naam van twee theaters in het Londense district Blackfriars gedurende de Renaissance. Beide theaters begonnen als trefpunt voor kindacteurs, die al werkzaam waren in het kapelkoor van Elizabeth I. In deze functie was in beide theaters een deel van de meest innovatieve dramaproducties tijdens de regeerperiode van Elizabeth I en Jacobus I te zien, van het eufuïsme van John Lyly tot de stekende satire van Ben Jonson, George Chapman, en John Marston. Het tweede theater kwam uiteindelijk onder controle te staan van de King's Men (het gezelschap dat tot 1603 bekendstond als de Lord Chamberlain's Men), die het gebouw 's winters gebruikten om hun producties op te voeren tot beide theaters in 1642 werden gesloten.

## Geschiedenis van het eerste theaterhuis
De Blackfriars-theaterhuizen werden gebouwd op het terrein van een voormalig Dominicanenklooster. Het zwarte gewaad dat door deze dominicanen gedragen werd leidde tot de naam van de buurt waar deze orde was opgericht. Deze omgeving werd in de tijd voor de reformatie niet enkel als religieuze plaats gebruikt, maar er werden ook politieke zaken afgehandeld, waaronder de scheiding van Hendrik VIII en Catharina. Deze gebeurtenis zou meer dan een eeuw later op dezelfde plaats uitgebeeld worden in een toneelstuk van William Shakespeare. Nadat Hendrik VIII de kloosters onteigende, werden de eigendommen van het klooster eigendom van de koning. Het beheer van deze eigendommen werd overgelaten aan Thomas Cawarden. Cawarden gebruikte een deel van het klooster als bureel, andere delen verkocht of verhuurde hij aan rijke buurtbewoners, onder wie Lord Cobham en John Cheke. Na de dood van Cawarden ging het eigendom naar Sir William More.
In 1576 huurde Richard Farrant een deel van de drankopslagplaats, met de bedoeling er toneelstukken in op te voeren. Farrant was van mening dat hij de ruimte nodig had om er te repeteren met de kindacteurs, maar hij voerde er ook toneelstukken op voor het brede publiek. Doordat de ruimte voor het toneel zo moeilijk en duur te onderhouden was, waren de meeste toneelstukken voor publiek uit de hogere klassen, en de aristocraten.
De landheer, Sir William More, bleek veel geduld te hebben over het gebruik en de doeleinden van zijn eigendom, tot kort voor de dood van Farrant in 1580, wanneer More probeert te bewijzen dat zijn huurder Farrant het huurcontract verbroken had. Deze poging leidde tot niets; gesteund door een brief van Robert Dudley, werd het toegestaan dat de weduwe van Farrant het theater mocht doorverhuren aan William Hunnis waar Farrant mee samenwerkte. Hunnis bleef er theaterproducties opvoeren tot hij zijn huurcontract doorverkocht aan Henry Evans in 1583. Op deze gebeurtenis volgde een nogal verwarrende rechtszaak tussen Hunnis, Weduwe Farrant, More, en Evans. Het resultaat was dat de graaf van Oxford, Edward de Vere, het beheer van het theater onder Hunnis en de secretaris van Vere, theaterschrijver John Lyly, plaatste. De theaterstukken van Lyly en andere theaterstukken werden voor een periode van twee jaar opgevoerd in het theater.
In 1585 kreeg Sir William More een gerechtelijk bevelschrift betreffende het originele huurcontract. Het theater werd voor meer dan een decennium stilgelegd.

## Geschiedenis van het tweede theatergebouw
Het tweede Blackfriars was een binnentheater dat elders op het terrein door James Burbage werd gebouwd, de vader van Richard Burbage en impresario van de Lord Chamberlain's Men. In 1596 kocht Burbage de ruimte voor £ 600, de eetzaal en bijkomstig de ruimte onder de eetzaal. Deze grote ruimte, met hoge plafonds, gaf Burbage de mogelijkheid om de ruimte in te delen in twee afzonderlijke galerijen, die een wezenlijke stijging van de opkomst aan publiek zou betekenen. Terwijl Burbage aan de werkzaamheden bezig was, kon een petitie van de rijke buurtbewoners de rechtbank overhalen om een verbod uit te spreken tegen mogelijk theateropvoeringen. De petitie was zelfs ondertekend door Lord Hunsdon, patroon van Burbages gezelschap. Het theatergezelschap kreeg een absoluut verbod opgelegd om op te treden.
Drie jaar later kon Richard Burbage het eigendom verhuren aan Henry Evans, de advocaat die er vijftien jaar geleden ook was uitgezet door Sir William More. Evans ging een partnerschap aan met Nathaniel Giles, de opvolger van Hunnis bij de Chapel Royal.
Samen gebruikten ze het theater voor een aantal commerciële doeleinden, met een groep die de Children of the Chapel heette, die de koorzangers van de kapel samenvoegde met andere jongens, die opgenomen waren uit lokale scholen, onder voorwendsel en waarborg van Giles om het vermaak voor de koningin te verzorgen. De ingezetenen protesteerden niet tegen dit gebruik, waarschijnlijk wegens waargenomen sociale verschillen tussen de volwassenen- en kinderbedrijven.
Terwijl het dit bedrijf huisvestte was Blackfriars de plaats waar het innovatieve drama tot bloei kwam. Samen met zijn concurrent Paul's Children, produceerde het Blackfriars Theatre stukken van een aantal begaafde jonge dramaturgen, onder hen Thomas Middleton, George Chapman, John Masterson en Ben Jonson. Chapman en Jonson schreven bijna exclusief voor het Blackfriars Theatre. In de tweede helft van het decennium werkte het theaterhuis samen met Francis Beaumont en John Fletcher. Enkele toneelstukken die in première gingen waren toen The Knight of the Burning Pestle en The Faithful Shepherdess. Deze stukken trokken leden van een hogere sociale klasse aan dan de theaters op Bankside en Shoreditch, waarschijnlijk omdat de toegangsprijs hoger was.
Het theaterhuis Blackfriars was ook de bron van andere vernieuwingen: het was een van de eerste commerciële theaterondernemingen die kunstmatige verlichting toepaste baseerde, en muziek tussen de verschillende akten. Het bedrijf van Burbage (tegen die tijd The King's Men geheten) nam bezit van het theater, dit keer zonder bezwaren van de buurt. Er waren oorspronkelijk zeven aandeelhouders in het gereorganiseerde theater: Richard Burbage, William Shakespeare, Henry Condell, John Heminges, William Sly, allen lid van The King's Men, en Cuthbert Burbage en Thomas Evans, agent voor de theatermanager Henry Evans.
Na de renovatie begonnen de leden van The King's Men het theater te gebruiken voor optredens in 1609. Zij speelden in de winterperiode in Blackfriars en tijdens de zomer in het Globe Theatre.
Blackfriars bleek twee keer meer om te zetten dan de Globe. De aandeelhouders konden minstens £ 13 extra verdienen bij elk optreden, afgezien van wat de acteurs verdienden.
In de regeerperiode van Charles I was zijn vrouw Henriëtta Maria regelmatig te vinden in het publiek. Het theater sloot zijn deuren bij het begin van de Engelse Burgeroorlog en werd gesloopt in 1655.